# Henryk Marian Ostrowski
Henryk Marian Ostrowski (ur. 19 stycznia 1895 w Ziembiance, pow. opatowski, zm. 7 września 1936 w Sokolej Górze pod Krzemieńcem) – major piechoty Wojska Polskiego, kawaler Orderu Virtuti Militari.

## Życiorys
Urodził się 19 stycznia 1895 w Ziembiance, pow. opatowski jako syn Adama.
W czasie I wojny światowej walczył w Legionach Polskich. Po odzyskaniu przez Polskę niepodległości w 1918 został przyjęty do Wojska Polskiego. Został zweryfikowany w stopniu porucznika piechoty. W tym stopniu uczestniczył w wojnie polsko-bolszewickiej w szeregach 26 pułku piechoty, a za swoje czyny wojenne otrzymał Order Virtuti Militari. Po zakończeniu działań wojennych kontynuował służbę wojskową w 26 pułku piechoty w Gródku Jagiellońskim. 3 maja 1922 roku został zweryfikowany w stopniu kapitana ze starszeństwem z dniem 1 czerwca 1919 roku i 534. lokatą w korpusie oficerów piechoty. 1 grudnia 1924 roku został mianowany majorem ze starszeństwem z dniem 15 sierpnia 1924 roku i 165. lokatą w korpusie oficerów piechoty. 22 maja 1925 roku został przeniesiony do 79 pułku piechoty w Słonimiu na stanowisko dowódcy II batalionu. W 1928 roku był dowódcą II batalionu w 5 pułku strzelców podhalańskich w Przemyślu. 23 października 1931 roku został przeniesiony z 56 pułku piechoty wielkopolskiej w Krotoszynie na stanowisko oficera placu Baranowicze. Od następnego roku komendant placu Baranowicze. 30 marca 1934 roku został zwolniony z zajmowanego stanowiska z pozostawieniem bez przynależności służbowej i oddany do dyspozycji dowódcy Okręgu Korpusu Nr IX. Z dniem 31 lipca 1934 roku został przeniesiony w stan spoczynku.
7 września 1936 poniósł śmierć na lotnisku „Sokola Góra” pod Krzemieńcem w wypadku podczas lotu treningowego szybowcem „Komar”, gdy po starcie maszyny nastąpiło przeciągnięcie, utrata szybkości i wpadnięcie w korkociąg.

## Ordery i odznaczenia
- Krzyż Srebrny Orderu Virtuti Militari nr 521 (28 lutego 1921)[16]
- Krzyż Niepodległości (16 marca 1937)[17]
- Krzyż Walecznych (trzykrotnie)